# 小白站
小白站，位于黑龙江省伊春市铁力市朗乡镇小白村，是绥佳铁路的沿线车站，建于1941年。本站目前办理客运业务。